# لنز مینولتا ای‌اف ۲۴میلی‌متر اف/۲٫۸
لنز مینولتا ای‌اف ۲۴میلی‌متر اف/۲٫۸ (به انگلیسی: Minolta AF 24mm f/2.8 lens) نام لنز دوربین عکاسی از نوع ثابت است که توسط شرکت مینولتا تولید می‌شود. فاصلهٔ کانونی این لنز ۲۴ میلی‌متر، دیافراگم آن دارای ۷ تیغه و ضریب اف آن اف ۲٫۸ تا اف ۲۲ است. این لنز در ۲۰ژوئن ۰۳ میلادی تولید و عرضه شده‌است.